# Бланко, Грисельда
Грисельда Бланко (исп. Griselda Blanco; 15 февраля 1943 — 3 сентября 2012) — колумбийская наркобаронесса, одна из первых наркодельцов, которые построили свой бизнес в 1970-е и 1980-е годы на крупной контрабанде кокаина из Колумбии в США, и наиболее влиятельный криминальный авторитет в штате Флорида в конце 1970-х — начале 1980-х годов.

## Биография
Грисельда Бланко Рестрепо Суаре родилась в Картахене, Колумбия. В трехлетнем возрасте переехала с матерью в Медельин. С детства начала воровать, специализировалась на карманных кражах. В возрасте 14 лет ушла из дома. До двадцатилетнего возраста занималась проституцией, после чего вышла замуж за наркоторговца Карлоса Трухильо и родила трёх сыновей.
В начале 1970-х вместе со своим вторым мужем, наркоторговцем Альберто Браво, занималась торговлей наркотиками под контролем Медельинского картеля. В середине 1970-х эмигрировала с мужем в США. Поселившись в Квинсе, Нью-Йорк, Бланко с мужем организовали торговлю наркотиками.
В апреле 1975 года Бланко и 30 её сообщников должны были предстать перед судом, но Бланко сумела сбежать в Колумбию. В конце 1970-х вернулась по фальшивому паспорту в США и обустроилась в Майами, где развила бурную наркоторговлю, сопровождавшуюся скачком насилия: согласно данным The Guardian, Бланко несёт ответственность за смерть от 40 до 200 человек. Отличалась особой жестокостью при уничтожении конкурентов, не гнушалась лично убивать и даже расчленять тела убитых.
В криминальных кругах Бланко приписывалось изобретение способа убийства, когда мотоциклист, проезжая мимо жертвы, расстреливал её на ходу и уезжал дальше. Данный тип убийств получил широкое распространение в ходе нарковойн, и эта тактика была позже перенята другими бандами для стрельбы из машин. Также Бланко разработала множество контрабандных маршрутов и способов перевозки, некоторые из которых продолжают использоваться десятки лет спустя. Помимо оптовых поставок, Бланко занималась поставками розничными: для этого в Медельине у неё был специализированный магазин женского нижнего белья, где к продукции пришивались потайные карманы для перевозки наркотиков. Бизнес приносил Бланко доход порядка 80 миллионов долларов в месяц, но всплеск насильственных смертей в ходе нарковойн в Майами, в которых Бланко играла ключевую роль, привлек внимание федеральных властей. Многочисленные аресты её подчинённых привели к тому, что организация Бланко сильно ослабла, а сама наркобаронесса бежала в Калифорнию, спасаясь в том числе и от многочисленных попыток покушения со стороны конкурентов.
17 февраля 1985 года Бланко была арестована в своем доме сотрудниками DEA в Ирвине, Калифорния. 8 ноября 1985 была признана виновной в организации трёх убийств и приговорена к 15 годам тюрьмы и штрафу в 25 тыс. долларов. Столь небольшой срок связан с тем, что ключевой свидетель по делу, Риви Айяла, главный киллер Бланко, был замешан в секс-скандале с участием служащей Федеральной прокуратуры, и из-за широкого освещения инцидента, Федеральный прокурор не стал использовать показания Айялы, что разрушило связь между Грисельдой и большинством убийств.
Находясь в заключении, продолжала руководить своей сетью наркоторговцев, однако в Колумбии все её дела взял под контроль Медельинский картель, с которым к тому времени отношения Бланко были испорчены из-за её жестокости и неподконтрольности боссам картеля: заметным случаем, вызвавшим недовольство боссов, стало убийство двухлетнего сына «правой руки» Бланко — Чичо Кастро. Убийство было случайным: исполнители стреляли по машине, не зная, что ребёнок находился на заднем сиденье, но Бланко была довольна его смертью, так как хотела поквитаться с Кастро за то, что тот выставил её сына из своего дома. Впрочем, окончательный раскол произошёл после убийства Грисельдой Марты Очоа, принадлежавшей к семье лидеров Медельинского картеля. Не желая платить за партию кокаина весом в 500 килограммов, Бланко приказала убить поставщика — Марту — и сказать боссам, что деньги она передала Марте, поэтому ничего не должна.
После пересмотра дела тюремный срок Бланко был увеличен до 60 лет, но, благодаря умелым адвокатам, Бланко вышла из тюрьмы в 2004 году. Остаться в США ей не удалось, и она была депортирована в Колумбию в том же году.
После депортации в Колумбию она отошла от активной преступной деятельности. Бланко была застрелена 3 сентября 2012 года в Медельине проезжавшим мотоциклистом.

## Личная жизнь
Бланко была трижды замужем. Все три её мужа также занимались торговлей или контрабандой наркотиков и погибли, из-за чего Бланко носила прозвище Чёрная вдова. При этом, по словам Бланко, второго мужа она убила лично выстрелом в рот.
Сама Бланко страдала от ипохондрии и постоянно мучилась кошмарами, утверждая, что призраки убитых ею людей преследуют её, из-за чего она не могла спать без мужчины рядом. Не скрывала своей бисексуальности.
Все четыре сына Бланко были замешаны в наркобизнесе матери. Трое из них (которых она родила в первом браке) были убиты при её жизни. Четвёртого сына, Майкла Корлеоне Бланко, наркобаронесса родила от своего любовника Дарио Сепульведы, который бросил её в 1983 году и вернулся в Колумбию, похитив Майкла, не придя к согласию с Грисельдой относительно родительских прав. Наёмные убийцы Бланко убили Сепульведу и вернули Майкла матери, однако большую часть его детства и юности она провела в тюрьме, из-за чего его воспитанием занималась мать Бланко и назначенные судом опекуны.

По мотивам биографии Грисельды Бланко сняты множество фильмов и сериалов.
- Черная вдова (сериал 2014 – 2016)
- Крестная мать кокаина
- Грисельда